# Aksel Stevnsborg
Aksel Conrad Marinus Sofus Stevnsborg (15. januar 1896 i København – 20. januar 1976 smst) var en dansk skuespiller.
Gennem sin karriere optrådte han på mange teatre, heriblandt Odense Teater, Aarhus Teater, Sønderbro Teater, Nørrebro Teater, Det ny Teater og Alléscenen.
Blandt de film han medvirkede i kan nævnes:
- De pokkers unger – 1947
- Sikken en nat – 1947
- Støt står den danske sømand – 1948
- Taxa K-1640 Efterlyses – 1956
- Paw – 1959